# Gare d'Étoile-sur-Rhône
La gare d'Étoile-sur-Rhône est une ancienne gare ferroviaire française de la ligne de Paris-Lyon à Marseille-Saint-Charles, située sur le territoire de la commune d'Étoile-sur-Rhône, dans le département de la Drôme, en région Auvergne-Rhône-Alpes.
Elle est mise en service en 1854 par la Compagnie du chemin de fer de Lyon à la Méditerranée (LM) avant de devenir en 1857 une gare de la Compagnie des chemins de fer de Paris à Lyon et à la Méditerranée (PLM).
Elle est fermée par la Société nationale des chemins de fer français (SNCF) dans la deuxième moitié du XXe siècle.

## Situation ferroviaire
Établie à 107 mètres d'altitude, la gare d'Étoile-sur-Rhône est située au point kilométrique (PK) 626,442 de la ligne de Paris-Lyon à Marseille-Saint-Charles, entre les gares ouvertes de Valence-Ville et de Livron. En direction de Valence, s'intercalent le triage et la gare fermée de Portes-lès-Valence.

## Histoire
La gare est mise en service le 29 juin 1854 par la Compagnie du chemin de fer de Lyon à la Méditerranée (LM), lorsqu'elle ouvre à l'exploitation la section de Valence à Avignon de sa ligne de Lyon à Avignon.
En avril 1857, la gare est intégrée dans le réseau de la Compagnie des chemins de fer de Paris à Lyon et à la Méditerranée (PLM), nouvelle compagnie née de la fusion entre la Compagnie du chemin de fer de Paris à Lyon et la Compagnie du chemin de fer de Lyon à la Méditerranée.
Le projet d'établissement d'un pont à bascule de vingt tonnes pour wagons, estimé à 5 500 francs, est approuvé par le décret du 25 septembre 1883.
Le 20 juillet 1927, un décret déclare urgent les travaux à exécuter par la Compagnie PLM, sur le territoire de la commune de l'Étoile, pour l'amélioration des installations de débord de la gare d'Étoile (ligne de Lyon à Marseille) et autorisée par la décision ministérielle du 18 février 1927. Le ministre des Travaux publics est chargé de l'exécution du présent décret.
La gare est fermée par la SNCF dans la deuxième moitié du XXe siècle.

## Patrimoine ferroviaire
Il n'y a apparemment plus de traces des bâtiments.